# رومئو و ژولیت (فیلم ۱۹۰۰)
رومئو و ژولیت (انگلیسی: Romeo and Juliet) یک فیلم کوتاه درام فرانسوی به کارگردانی کلمنت موریس است که در سال ۱۹۰۰ منتشر شد. این فیلم سیاه و سفید صامت بر پایه نمایشنامه رومئو و ژولیت ویلیام شکسپیر ساخته شده‌است.